# Кавендиш, Уильям, 1-й граф Девонширский
Уильям Кавендиш (англ. William Cavendish; 27 декабря 1552 — 3 марта 1626, Хардвик-холл, Дербишир, Королевство Англия) — английский аристократ, 1-й барон Кавендиш из Хардвика с 1605 года, 1-й граф Девонширский с 1618 года, рыцарь Бани. До получения титулов заседал в Палате общин, с 1595 года занимал должность верховного шерифа Дербишира. Участвовал в колонизации Бермудских островов и Виргинии.

## Биография
Уильям Кавендиш родился в 1552 году и стал вторым сыном сэра Уильяма Кавендиша и Бесс из Хардвика. Его отец, будучи незнатным человеком, сделал карьеру на службе короне и обзавёлся земельными владениями в Дербишире. Уильям-младший получил образование в Итоне и в колледже Клэр в Кембридже. Отца он потерял в 1557 году, мать после этого вступила в новый брак — с Джорджем Толботом, 6-м графом Шрусбери. В своём старшем сыне, Генри, Бесс из Хардвика разочаровалась, и с определённого момента главной её целью было обеспечить будущее Уильяму (в том числе вопреки интересам супруга). В 1572 году она передала Уильяму и ещё одному сыну, Чарльзу, земли, полученные от Толбота после свадьбы, а к 1584 году потратила на покупку поместий для сына более 15 тысяч фунтов стерлингов при том, что граф в эти годы чувствовал острую нехватку денег. Это привело к разрыву между супругами.
До самой смерти матери в 1608 году Кавендиш полностью от неё зависел. В 1580 году он был посвящён в рыцари, в 1586 и 1588 годах избирался депутатом Палаты общин — от Ливерпуля и от Ньюпорта в Корнуолле соответственно. Историки отмечают, что оба избирательных округа были расположены далеко от Дербишира: по-видимому, в этом графстве сэр Уильям не мог баллотироваться из-за отчима. Место в Палате общин ему могли обеспечить придворные связи матери. В 1590 году граф Шрусбери умер, и это упрочило положение Бесс и её сыновей в Дербишире. В 1595 году Кавендиш был назначен верховным шерифом этого графства. При Якове I он был посвящён в рыцари Бани, а 4 мая 1605 года благодаря хлопотам его племянницы Арабеллы Стюарт (двоюродной сестры короля) для него был создан титул барона Кавендиша из Хардвика. Сэр Уильям унаследовал обширные владения матери (1608) и старшего брата Генри (1616). 7 августа 1618 года он получил титул графа Девонширского, причём ходили слухи, что это обошлось ему в 10 тысяч фунтов стерлингов.
Граф умер 3 марта 1626 года и был похоронен в церкви Святого Петра в Эденсоре.
Сэр Уильям участвовал в колонизации колонизации Виргинии и Бермудских островов. Девонширский округ на Бермудах был назван в его честь.

## Семья
Уильям Кавендиш был дважды женат. Приблизительно 21 марта 1580 года он женился на Энн Кайли (Кейли), дочери Генри Кайли из Китли, Йоркшир. В этом браке родились три сына и три дочери, в том числе:
- Уильям, 2-й граф Девонширский (приблизительно 1590—1628)[2][6];
- Фрэнсис (1593—1613), замужем за Уильямом Мейнардом, 1-м бароном Мейнардом (1586—1640)[2][7];
- Гилберт, которому приписывают авторство Horae Subsecivae;
- Джеймс, умер во младенчестве.

Второй женой Кавендиша была Элизабет, дочь Эдварда Боутона из Кустона, Уорикшир, вдова сэра Ричарда Уортли из Уортли, Йоркшир. В этом браке родился сын Джон (умер в 1618).